# 折戶站
折戶站（日语：／ Orido eki */?）是位於靜岡縣清水市（現時：靜岡市清水區）折戶，日本國有鐵道（國鐵）的清水港線車站（廢站）。

## 歷史
- 1944年（昭和19年）12月1日 - 清水港線開設客運業務，此站同日啟用[1]。在開業時，此站可處理旅客（只限於清水港線內上下車，持有普通車票的旅客）、小型行李與車載貨物。
- 1960年（昭和35年）1月20日 - 結束處理行李。
- 1980年（昭和55年）10月1日 - 結束處理貨物（變成純客運車站）。
- 1984年（昭和59年）4月1日 -　清水港線廢線，此站也被廢除[2]。

## 車站構造
截至車站廢除前，車站是一座地面車站，設有1面1線的單式月台。此站是無人車站，沒有車站大樓和候車室，只有月台。由於附近設有高校，因此此站有許多高校生使用。清水港線大部分乘客都在此站上下車。
在廢線前的1980年（昭和55年），此站設有專用線連接鄰站巴川口站以西的日立製作所清水工場（現時：日立江森自控空調清水事業所）。
車站遺址變成公園。

## 車站周邊
- 靜岡縣立清水南高等學校·中等部（日语：静岡県立清水南高等学校・中等部）
- 東海大學付屬靜岡翔洋高等學校・中等部（日语：東海大学付属静岡翔洋高等学校・中等部）
- 國立清水海上技術短期大學（日语：国立清水海上技術短期大学校）
- 東海大學海洋學部
- 清水港折戶儲木場

## 相鄰車站
日本國有鐵道
清水港線
巴川口－折戶－三保

## 注腳
1. ↑  「運輸通信省告示第579号・第580号・第581号」《官報》1944年11月30日（國立國會圖書館數碼化收藏）
2. ↑  . 交通新聞 (交通協力会). 1984-01-28: 2 （日语）.